# Pedro Fernández de Villegas
Pedro Fernández de Villegas (Burgos, 25 marzo 1453 – Burgos, 1536) è stato un religioso e umanista spagnolo.

## Biografia
Pedro Fernández de Villegas, nacque da una nobile famiglia di Burgos il 25 marzo 1543, fu protetto da Giovanna d'Aragona, figlia naturale di Ferdinando il Cattolico, duchessa di Frias e contessa di Haro. Visse a Roma tra il 1485 e il 1490. Nel 1497 fu nominato arcidiacono della cattedrale di Burgos e dal 1500 esercitò come magistrato conservatore del monastero di San Salvador de Oña. Il suo sepolcro si trova nell'abside della cattedrale di Burgos. Fernández de Villegas ottenne il permesso del capitolo per la sua realizzazione nel 1503. Non si conosce l'autore del disegno, nonostante alcuni storici lo attribuiscono a Simone di Colonia.

## Opere
Tradusse in castigliano e glossò l'Inferno della Divina Commedia di Dante. Pubblicato nel 1515 dallo stampatore di Burgos Fadrique de Basilea, è la prima edizione castigliana dell'opera dantesca scritta in versi. Si conserva un codice nella Biblioteca Pubblica di Burgos. Villegas tradusse anche il De capienda ex inimicis utilitate di Plutarco a partire da una versione latina di Erasmo.